# 妙应寺白塔
妙应寺白塔，坐落于中华人民共和国北京市西城区阜成门内大街以北的妙应寺内，是一座藏式覆钵式塔，也是中国境内现存年代最早、体积最大的藏式佛塔。该塔始建于元代初年，曾于明、清、民国、中华人民共和国时期多次维修。1961年，妙应寺白塔被列为全国重点文物保护单位。

## 历史
妙应寺白塔，位于北京市西城区阜成门内大街路北的妙应寺内，是元世祖忽必烈在元朝建立之初营建大都城时，于至元八年（1271年）聘请尼婆罗工匠阿尼哥主持修建，其建造目的是为了迎奉释迦佛舍利。整个修建团队共计85人，历时8年将该塔建成。至元十六年（1279年）时，白塔建成，并成为中国境内现存最古老、体积最大的藏式佛塔。白塔初建时，上面有许多佛教图像雕饰，比如塔座上雕刻的动物，须弥座有众多护法神像，覆钵体上有五方佛标志及“天母所执器物”等，但这些雕刻基本随着时间推移而风化殆尽。同年以塔为中心的大圣寿万安寺开建，并于9年后建成。至正二十八年（1368年），大圣寿万安寺因雷击起火而被焚毁，仅白塔得以幸免。明朝宣德八年（1433年），明宣宗朱瞻基下令重修白塔:248-249:173。成化元年（1465年）时，白塔基座周围被安装了108座铁灯龛。天顺元年（1457年），明英宗朱祁镇已经修复的白塔所在寺庙改名为妙应寺，白塔因而得名妙应寺白塔，而妙应寺也被俗称为白塔寺。万历二十年（1465年）时，白塔的华盖被重修，覆钵上也被安装了一座小铜碑。清代在康熙二十七年（1688年）、乾隆十八年（1753年）、乾隆五十年（1785年）、嘉庆二十一年（1816年）均对白塔进行过修缮:114。光绪二十六年（1900年），八国联军洗劫了妙应寺，白塔也受到了损坏:811。

## 结构
妙应寺白塔为藏式砖塔，高51米，通体白色，由塔座、塔身、相轮、华盖、塔刹5部分组成。其中塔座面积为810平方米，高9米，上下共分3层，平面呈“亚”字形，最下层为方形，中间层和最上层为折角须弥座，周围环绕有铁灯龛。塔基上为覆莲座，外面缠有5道环带形的金刚圈，用以承托塔身。塔身为巨型覆钵体，直径18.4米，用7条铁箍将砖塔箍紧。塔身上方为一层折角式须弥座，上方承接相轮。相轮为圆锥形，共计13层，又因此名为“十三天”。相轮顶端承托有华盖，华盖直径9.7米，底部为厚木，上方包有铜制筒瓦和铜板，四周悬挂有36片风铃，此外还有铜制透雕佛梵文字的华鬘。华盖上方为塔刹，塔刹高5米，共有8层，为一座重4吨的鎏金铜制小塔。:811:114:248-249:173

## 保护
白塔随着建成的时间推移，出现了诸如地基下沉、局部变形、建材强度下降、外表皮脱落等现象。1928年及1937年，寺庙白塔被大规模修缮。中华人民共和国成立后，1961年3月4日，妙应寺白塔被列为全国重点文物保护单位。1964年，塔上安装了避雷针，1965年白塔再次被修缮。1976年，华盖下方的十三天顶部受到唐山大地震的影响而损坏。1978年，白塔再次被重修。1980年，白塔寺文物保护管理所正式成立，并对外开放:811。1996年，中华人民共和国国家文物局再次拨款整修白塔:250。2010年，妙应寺白塔出现了砖裂掉灰现象。2011年，灰层开始大面积脱落，其中以受风蚀雨淋较多的西北面最为严重，大片的抹灰甚至落到了院外居民家中。2013年5月，白塔的修缮工程正式启动，在这次修缮中，维修人员拆除了妙应寺白塔表面的80%青砖，补砖近1万块，此后对塔身进行了加固和粉刷。2015年11月底，维修工程正式完工，12月初，妙应寺白塔重新对公众开放。

## 出土文物
在1978年的修缮过程中，维修人员在塔顶发现了乾隆十八年（1753年）修缮时所存留下来的部分文物，其中有724函龙藏新版《大藏经》，乾隆手书经咒，通三世佛像一尊，黄檀木观音像一尊，33粒舍利子，以及香泥饼、药材、长寿佛、五佛冠、补花袈裟、哈达等。所发现的文物均在妙应寺展出。:811:114:250